# Йонатан Хасмоней
Йонатан Хасмоней (Jonatan, Jonathan; † 143 г. пр. Хр., погребан в Модиин) е владетел на Юдея от династията на Хасмонеите от 160 г. пр. Хр. до 143 г. пр. Хр. Неговото арамейско име е Апфус (Apphus, Ἀπφοῦς) със значението дипломат (1. Макавеи 2,5).
Йонатан е син на Мататия Хасмоней и брат на Юда Макавей, двамата оглавяват въстанието на Макавеите против Антиох IV и царството на Селевкидите. След смъртта на баща му през 167 г. пр. Хр. Юда Макавей поема военното ръководство на въстанието. Йонатан е при него един от другите ръководители и се доказва в множество битки. След смъртта на Юда Макавей в Битката при Еласа близо до Рамала през 160 г. пр. Хр., при която юдейските борци са разгромени от войската на селевкидския генерал Бакхид на Деметрий I Сотер, Йонатан става вожд на оживелите въстаници.
Йонатан и братята му бягат от наказателния съд на генерала заедно с остатъците от юдейската войска в постинната територия източно от река Йордан и водят нападения. През 153 г. пр. Хр. Александър I Балас като незаконен син на Антиох IV има претенции за трона на селевкидския цар Деметрий I Сотер и е подкрепян както от египетските Птолемеи така и от Римската република.
Той се среща с цар Деметрий II Никатор в Птолемаида, днешния Акра. Йонатан сменя резиденцията си от Михмас в Йерусалим и започва да подновява укреплението на града.
През октомври/септември 153 г. пр. Хр. (на празника Сукот през 160 г. от Селевкидската ера) става Първосвещеник, което отговаря на започването на владетелството на Хасмонеите над евреите. Йонатан е назначен от Александър Балас за администратор и главен военен командир на Юдея. Братята завладяват територии и се опитват да изгонят селевкидския гарнизон от Йерусалим.
Диодот Трифон, генерал на Александър Балас, предявява от името на неговия син Антиох VI претенция за селевкидския трон. Антиох VI признава Йонатан и назначава неговия брат Симон за стратег на крайбрежния регион чак до Египет. Те завладяват Йопа и превземат крепостта Бет-Цур.
Диодот Трифон извиква Йонатан на мирни преговори в Скитопол и там го пленяват. Юдеите го мислят за мъртъв и определят брат му Симон за новия вожд. Тогава Диодот Трифон предлага на Симон освобождението на Йонатан чрез откуп и двама от синовете на Йонатан като заложници. Симон изпълнява исканото, Диодот обаче нарежда убийството на Йонатан и синовете му през 143 г. пр. Хр. Йонатан е погребан от Симон в Модиин.